# Liga Norte Femenina 2018
La Liga Norte Femenina 2018 è la 2ª edizione del campionato di football americano femminile, organizzato dalla FEFAPA. Con questa edizione il formato passa a 7 giocatrici.

## Squadre partecipanti
| Club             | Città     | Stadio | Sponsor ufficiale | Risultato nella stagione 2016 |
| ---------------- | --------- | ------ | ----------------- | ----------------------------- |
| CDE Berserkers   | Piélagos  |        |                   |                               |
| Gijón Mariners   | Gijón     |        | Amor Propio       |                               |
| Oviedo Phoenix   | Oviedo    |        |                   |                               |
| Zaragoza Hornets | Saragozza |        |                   |                               |

## Stagione regolare

### Calendario

#### 1ª giornata
| Vioño de Piélagos 10 febbraio 2018, ore 18:30 | CDE Berserkers | 0 – 46 referto | Zaragoza Hornets | Campo Vimenor |

| Oviedo 11 febbraio 2018, ore 12:00 | Oviedo Phoenix | 28 – 0 referto | Gijón Mariners | H.F.E. Tensi |

#### 2ª giornata
| Saragozza 25 febbraio 2018, ore 14:00 | Zaragoza Hornets | 39 – 12 referto | Gijón Mariners | Parque Deportivo Ebro |

| Vioño de Piélagos 25 febbraio 2018, ore 14:00 | CDE Berserkers | 12 – 31 referto | Oviedo Phoenix | Campo Vimenor |

#### 3ª giornata
| Oviedo 11 marzo 2018, ore 12:00 | Oviedo Phoenix | 19 – 18 referto | Zaragoza Hornets | H.F.E. Tensi |

#### Recuperi 1
| Vioño de Piélagos 18 marzo 2018, ore 10:30 | CDE Berserkers | 4 – 15 referto | Gijón Mariners | Campo Vimenor |

#### 4ª giornata
| Gijón 25 marzo 2018, ore 10:00 | Gijón Mariners | 6 – 0 referto | Oviedo Phoenix | Campo Municipal de El Arenal |

#### 5ª giornata
| Oviedo 15 aprile 2018, ore 12:00 | Oviedo Phoenix | 33 – 12 referto | CDE Berserkers | H.F.E. Tensi |

| Gijón 15 aprile 2018, ore 16:00 | Gijón Mariners | 67 – 7 referto | Zaragoza Hornets | C.D. Las Mestas |

#### 6ª giornata
| Saragozza 29 aprile 2018, ore 14:00 | Zaragoza Hornets | 6 – 51 referto | Oviedo Phoenix | Parque Deportivo Ebro |

#### Recuperi 2
| Saragozza 6 maggio 2018, ore 14:00 | Zaragoza Hornets | – referto | CDE Berserkers | Parque Deportivo Ebro |

#### Recuperi 3
| Gijón 13 maggio 2018, ore 12:00 | Gijón Mariners | 47 – 0 referto | CDE Berserkers | Campo Municipal de El Arenal |

### Classifica
La classifica della regular season è la seguente:
- PCT = percentuale di vittorie, G = partite giocate, V = partite vinte,  P = partite perse, PF = punti fatti, PS = punti subiti

| Pos. | Squadra          | PCT  | G | V | N | P | PF  | PS  |
| ---- | ---------------- | ---- | - | - | - | - | --- | --- |
| 1    | Oviedo Phoenix   | .833 | 6 | 5 | 0 | 1 | 162 | 54  |
| 2    | Gijón Mariners   | .667 | 6 | 4 | 0 | 2 | 147 | 78  |
| 3    | Zaragoza Hornets | .400 | 5 | 2 | 0 | 3 | 116 | 149 |
| 4    | CDE Berserkers   | .000 | 5 | 0 | 0 | 5 | 28  | 172 |

## Verdetti
- Oviedo Phoenix Campionesse della LNF